# Organisme de foncier solidaire
Un « organisme de foncier solidaire » (OFS) est un type d'organisme obligatoirement « sans but lucratif », agréé par l'Etat et ayant pour mission d’acheter et de gérer des terrains (bâtis ou non), pour y réaliser ou réhabiliter des logements accessibles à des prix abordables (il peut aussi s'agir de locaux à usage mixte professionnel et d'habitation). Ces logements peuvent être destinés à la location ou à l'accession à la propriété (comme habitation principale). Le dispositif est conçu pour que ces bas prix soient maintenus sur le très long terme, car obligatoirement repris à chaque nouvelle location ou revente.
Le principe d'OFS est l’équivalent dans le droit français du « Community Land Trust » des anglo-saxons.

## Objectifs
Ce dispositif, classé dans les systèmes dits de « socialisation du sol »  doit permettre aux ménages modestes d'accéder à la propriété en dépensant moins grâce à une dissociation du foncier et du bâti, dans une logique anti-spéculative qui jusqu’alors était dans les politiques d’accession aidée à la propriété limitée à une dizaine d’années.
C’est le bail emphytéotique qui permet désormais cette dissociation, afin de diminuer le coût des logements. Le ménage achète alors sa résidence principale en acquérant ou louant uniquement des droits réels sur les murs ; il n’a plus besoin d’acheter le terrain, qui peut être loué en supplément du crédit lié à l'achat. L’acheteur s’engage à respecter une formule de vente fixée dès le départ permettant de limiter la plus-value au profit d’un autre ménage, qui peut lui aussi être soumis à condition de revenus.
Les organismes de foncier solidaire (OFS) ont une mission d'intérêt général et doivent définitivement conserver dans leur patrimoine le foncier ainsi acquis.

## Histoire
En 2014, les OFS sont créés par la loi ALUR via son article 164, issu d’un amendement, qui dote le code de l'urbanisme d’« Organismes Fonciers Solidaires ». Parallèlement des baux réels solidaires ont été créés, pour fournir aux organismes de foncier solidaire un nouveau bail de longue durée (18 à 99 ans).
Le premier OFS pourrait être ouvert à Lille où une structure (« Espacité », créée le 18 décembre) a été désignée comme opérateur à la fois pour la Ville de Lille et pour la Métropole Européenne de Lille (MEL) avec comme mission de préparer un organisme de foncier solidaire (OFS) ; ce travail est accompagné par un cabinet d’avocats et un universitaire (Thierry Sibieude, Professeur à l’ESSEC Business School et Directeur de la Chaire entrepreneuriat social) Espacité doit cadrer juridiquement le projet, produire un modèle économique et un plan d'affaires, et lancer une étude de marché et de positionnement à l’échelle du territoire concerné. Plusieurs projets sont en cours en Île-de-France en 2019, notamment à Bagneux et à Malakoff, à l'initiative des collectivités ou de groupes d'habitants en habitat participatif.
En juin 2025, on recense 148 organismes de foncier solidaire, dont 56 n'ayant que cette activité et 91 organismes de logement social agréés OFS.

## Éligibilité au dispositif
Les bénéficiaires de ces logements sont des ménages « sous plafond de ressources et de loyers », qui achètent leur logement à titre de résidence principale.

## Avantages environnementaux
Les Organismes de Foncier Solidaire (OFS) contribuent à une urbanisation durable en promouvant l’utilisation judicieuse des terres et la préservation des espaces verts. En dissociant le foncier du bâti, les OFS encouragent des projets qui réduisent l’empreinte environnementale, notamment en limitant l’étalement urbain et en favorisant la biodiversité. Ce modèle soutient également des initiatives locales en ligne avec les objectifs de durabilité, facilitant l'intégration de pratiques de construction éco-responsables et favorisant des communautés plus résilientes et respectueuses de l’environnement.

## Cadre et définition juridiques
Selon l’Art. L. 329-1 de la loi Alur :  ce sont « des organismes sans but lucratif agréés par le représentant de l’État dans la région qui, pour tout ou partie de leur activité, ont pour objet d’acquérir et de gérer des terrains, bâtis ou non, en vue de réaliser des logements et des équipements collectifs conformément aux objectifs de l’article L. 301 1 du code de la construction et de l’habitation ».
L'OFS « reste propriétaire des terrains et consent au preneur dans le cadre d'un bail de longue durée, s’il y a lieu avec obligation de construire ou de réhabiliter des constructions existantes, des droits réels en vue de la location ou de l’accession à la propriété des logements, à usage d’habitation principale ou à usage mixte professionnel et d’habitation principale, sous des conditions de plafond de ressources, de loyers et, le cas échéant, de prix de cession ».

« L’organisme de foncier solidaire peut bénéficier de la décote prévue à l’article L. 3211 7 du code général de la propriété des personnes publiques ».

### Le décret d’application
Le décret n° 2016-1215 relatif aux organismes de foncier solidaire a été publié dans le JO du 12 septembre 2016, suivant la publication l’ordonnance sur le bail réel solidaire (BRS) le 20 juillet 2016 . Ce décret confirme que l’OFS est un nouvel outil, qui doit « à titre principal » exercer les missions définies à l'article L. 329-1, ce qui implique que des organismes HLM, des établissements publics fonciers, des fondations, des fonds de dotation ou encore des associations existantes ne peuvent pas être agréées organismes de foncier solidaire (ce qui selon l’association , pourrait freiner leur développement en France). 

Pour permettre un changement de ce décret afin d’ouvrir le dispositif à des organismes existants (et notamment aux acteurs de l’habitat et du foncier à but non lucratif), un amendement au projet de loi égalité citoyenneté a été adopté le 18 novembre 2016. Le Préfet peut dorénavant dans sa région agréer un organisme existant et exerçant par ailleurs d’autres missions » .
Ce décret comprend 4 parties, portant respectivement sur la création d’un OFS, son agrément, son contrôle et sa suspension ou retrait de l'agrément.
Par ailleurs, la loi portant Evolution du logement, de l’aménagement et du numérique (ELAN) du 23 novembre 2018 élargit le champ des structures pouvant être agréées "OFS" aux organismes de logement social et aux SEM agréées logement social.
En 2024, selon Foncier Solidaire France, la quantité de nombre de logements agréés en bail réel solidaire (BRS) progresse fortement.

## Suites, compléments
La loi cherche par ailleurs aussi à lutter contre la périurbanisation et à mieux protéger le foncier agricole et les zones naturelles, notamment grâce au PLUI qui permet aux élus de mieux contenir l’étalement urbain tout en encourageant la rénovation énergétique. 
En 2019, alors que la ministre Elisabeth Borne (ministre de la Transition écologique et solidaire) estime que l’urbanisme doit maintenant « s'accorder avec l'objectif fixé par le Gouvernement de "zéro artificialisation nette" ». Elle cite deux leviers : "Ne plus artificialiser", et "développer des territoires avec une sobriété dans la consommation d'espaces, réhabiliter les friches, désimperméabiliser les sols et ramener la nature en ville". Concernant les friches, la maire de Reims Catherine Vautrin incite le gouvernemnet à produire de nouvelles aides « au vu du coût parfois exorbitant d'assainissement de ces terrains pollués » et ajoute « Il faut voir comment les organismes de foncier solidaire (OFS) pourraient nous aider ».